# Armagetron Advanced
Armagetron Advanced — багатокористувацька комп’ютерна гра з відкритим початковим кодом. Тривимірний клон аркадної гри за мотивами однойменного фільму Трон (1982).

## Опис
Гравець має керувати світловим мотоциклом, що залишає позаду себе світлову стіну. Завдання гравців примусити інших врізатися в стіну. Той, хто залишився виграє матч. В налаштуваннях можна задати розмір арени, колір мотоцикла, кількість гравців тощо. Грати можна в мережі, через Інтернет і локально.